# 코뼈

두개골의 측면부
1. 이마뼈(Frontal bone)
2. 마루뼈(Parietal bone)
3. 코뼈 (Nasal bone))
4. 벌집뼈(Ethmoid bone)
5. 눈물뼈(Lacrimal bone)
6. 나비뼈(Sphenoid bone)
7. 뒤통수뼈(Occipital bone)
8. 관자뼈(Temporal bone)
9. 광대뼈(Zygomatic bone)
10. 위턱뼈(Maxilla)
11. 아래턱뼈(Mandible)

코뼈 또는 비골(鼻骨, 영어: nasal bone)은 머리뼈를 구성하는 뼈의 하나이다. 코뼈는 코뿌리의 기초를 이루는 사다리꼴의 얇은 뼈로 좌우 한 쌍을 이루고 있다.

## 관절
하나의 코뼈는 반대편 코뼈, 1개의 이마뼈, 1개의 나비뼈, 1개의 위턱뼈와 벌집뼈와 관절한다.

## 같이 보기
- 보습뼈
- 골학